# Anthidium aymara
Anthidium aymara är en biart som beskrevs av toro, Rodríguez och > 1998. Anthidium aymara ingår i släktet ullbin, och familjen buksamlarbin. Inga underarter finns listade i Catalogue of Life.